# تپه کهنه گورستان قلعه
تپه کهنه قبرستان قلعه مربوط به دوران‌های تاریخی پس از اسلام است و در شهرستان بوئین‌زهرا، بخش آوج، روستای قلعه واقع شده و این اثر در تاریخ ۲ آبان ۱۳۸۲ با شمارهٔ ثبت ۱۰۵۵۲ به‌عنوان یکی از آثار ملی ایران به ثبت رسیده است.